# Везель (район)
Ве́зель (нім. Kreis Wesel) — район в Німеччині, у складі округу Дюссельдорф землі Північний Рейн-Вестфалія. Адміністративний центр — місто Везель.

## Населення
Населення району становить 467274 особи (2011).

## Адміністративний поділ
Район поділяється на 4 комуни (нім. Gemeinden) та 9 міст (нім. Städte):
| № | Комуна/ місто   | Площа, км² | Населення, осіб (2011) | Центр           |
| - | --------------- | ---------- | ---------------------- | --------------- |
| 1 | Альпен          | 59,6       | 12750                  | Альпен          |
| 2 | Гюнксе          | 106,8      | 13566                  | Гюнксе          |
| 3 | Зонсбек         | 55,4       | 8647                   | Зонсбек         |
| 1 | Везель          | 122,5      | 60625                  | Везель          |
| 2 | Гаммінкельн     | 164,4      | 27639                  | Гаммінкельн     |
| 3 | Дінслакен       | 47,7       | 96227                  | Дінслакен       |
| 4 | Камп-Лінтфорт   | 63,2       | 38197                  | Камп-Лінтфорт   |
| 5 | Ксантен         | 72,4       | 21506                  | Ксантен         |
| 6 | Мерс            | 67,7       | 105102                 | Шпенге          |
| 7 | Нойкірхен-Флуйн | 43,5       | 27689                  | Нойкірхен-Флуйн |
| 8 | Райнберг        | 75,2       | 31499                  | Райнберг        |
| 9 | Ферде           | 53,5       | 37146                  | Фьорде          |

| Німеччина | Це незавершена стаття з географії Німеччини. Ви можете допомогти проєкту, виправивши або дописавши її. |

1. ↑  https://www.landesdatenbank.nrw.de/ldbnrw/online;jsessionid=FBC481AAC50656B8CA9E933111BC242A.ldb2?sequenz=tabelleErgebnis&selectionname=12411-31iz